# Snefru
Snefru — криптографическая хеш-функция, предложенная Ральфом Мерклом. (Само название Snefru, продолжая традиции блочных шифров Khufu и Khafre, также разработанных Ральфом Мерклом, представляет собой имя египетского фараона). Функция Snefru преобразует сообщения произвольной длины в хеш длины {\displaystyle m} (обычно {\displaystyle m=128} или {\displaystyle m=256}).

## Описание алгоритма хеширования
Входное сообщение разбивается на блоки длиной {\displaystyle 512-m} битов. Основой алгоритма является функция {\displaystyle H}, принимающая на входе {\displaystyle 512} — разрядное значение и вычисляющая {\displaystyle m} — разрядное значение. Каждый новый блок сообщения конкатенируется с хешем, вычисленным для предыдущего блока, и поступает на вход функции {\displaystyle H}. Первый блок объединяется со строкой нулей. Хеш последнего блока конкатенируется с двоичным представлением длины сообщения (MD – усиление), и полученная конкатенация хешируется последний раз.
Функция {\displaystyle H} основана на (обратимой) функции блочного шифрования {\displaystyle E}, принимающей и вычисляющей {\displaystyle 512} — битные значения. {\displaystyle H} возвращает XOR — комбинацию первых {\displaystyle m} битов входа функции {\displaystyle E} и последних {\displaystyle m} битов выхода функции {\displaystyle E}. Функция {\displaystyle E} смешивает входные данные в несколько шагов. Каждый шаг состоит из 64 раундов. В ходе одного раунда берется слово сообщения и младший значащий байт этого слова подается на {\displaystyle S} блок, выходом которого также является слово. Далее выполняется операция XOR полученного слова с двумя соседними словами в сообщении. Таким образом, в одном раунде, используя один байт слова, изменяются два соседних с ним слова в сообщении. В конце раунда байты используемого слова перемешиваются так, чтобы в следующий раз на вход {\displaystyle S} блока попал другой байт (происходит ряд циклических сдвигов на 8, 16 или 24 разряда). Так как раундов 64, а слов 16, то каждое слово используется четыре раза, следовательно, каждый байт сообщения используется в качестве входа {\displaystyle S} блока. Построение {\displaystyle S} блока аналогично построению в алгоритме Khafre.
Если число шагов в функции {\displaystyle E} равно {\displaystyle 2} ({\displaystyle 128} раундов), то функция Snefru называется двухпроходной, если число шагов равно {\displaystyle 3} ({\displaystyle 192} раунда) то Snefru трехпроходная, и так далее.

## Криптоанализ Snefru
В марте 1990 года была назначена награда в 1000$ первому, кто сможет взломать двухпроходный вариант Snefru, найдя два сообщения с одинаковым хеш-кодом (то есть показать, что Snefru не является стойкой к коллизиям 2-го рода). Аналогичная награда была объявлена позже за взлом четырехпроходного варианта Snefru.
Используя средства дифференциального анализа, Эли Бихам и Ади Шамир показали, что двухпроходная функция Snefru (с {\displaystyle 128} — разрядным хешем) не является стойкой к коллизиям 1-го рода и 2-го рода.

### Описание атаки
Стандартная атака на хеш-функции основана на парадоксе «дней рождения». Если подвергнуть хешированию {\displaystyle 2^{m/2}} ({\displaystyle 2^{64}}, когда {\displaystyle m=128}) различных сообщений, то с высокой вероятностью получится найти пару с одинаковым хешем. Такая атака применима к любой хеш-функции, вне зависимости от её реализации.
Для Snefru Бихам и Шамир разработали метод дифференциального криптоанализа, который не зависит от выбора {\displaystyle S} блоков и даже может быть использован в том случае, когда {\displaystyle S} блоки не известны криптоаналитику.
При длине хеша {\displaystyle m=128} длина блоков, на которые делится входное сообщение равно {\displaystyle 512-m=384}. В данной атаке был применен алгоритм, отыскивающий два входных значения функции {\displaystyle H} ({\displaystyle 512} — разрядные значения), отличающиеся только в первых {\displaystyle 384} разрядах, формируемых из блоков входного сообщения, но при этом, имеющих один и тот же хеш.
Шаги алгоритма:
1. Выбирается произвольный блок длиной {\displaystyle 384} бита. К нему приписывается строка нулей (или любой другой {\displaystyle 128} — битный вектор, например, хеш предыдущего блока), формируя {\displaystyle 512} — разрядный входной блок для функции {\displaystyle H}. Вычисляется {\displaystyle H}.
2. Создается второй входной блок для функции {\displaystyle H} путём изменения по одному байту в {\displaystyle 8} и {\displaystyle 9} словах первого блока. При этом меняется именно часть, содержащаяся в первых {\displaystyle 384} битах, приписанная строка не меняется. Изменяемые байты в {\displaystyle 8} и {\displaystyle 9} словах — те, которые будут использованы в качестве входных значениях {\displaystyle S} блока в {\displaystyle 56} и {\displaystyle 57} раундах соответственно. Вычисляется {\displaystyle H}.
3. Сравниваются значения функции {\displaystyle H} от входных блоков, полученных в шагах 1) и 2). С вероятностью {\displaystyle 2^{-40}} будет найдена пара с одинаковым хешем.

Таким образом, вычисляя функцию {\displaystyle H} от приблизительно {\displaystyle 2^{41}} пар блоков, можно найти коллизию 2-го рода для Snefru.

### Пояснение алгоритма атаки
Так как изменения, применяемые на шаге {\displaystyle 2}, касаются только байтов, которые используются в {\displaystyle 56} и {\displaystyle 57} раундах, то значения блоков после раундов с номером < {\displaystyle 56} на шагах {\displaystyle 1} и {\displaystyle 2} будут одинаковы.
В {\displaystyle 56}-м раунде байт из {\displaystyle 8}-го слова используется для изменения {\displaystyle 7}-го и {\displaystyle 9}-го слов. Байт подается на вход {\displaystyle S} блока, на выходе которого — слово. Далее выполняется операция XOR с {\displaystyle 7}-м и {\displaystyle 9}-м словами. При изменении этого байта (в шаге {\displaystyle 2}), а также байта {\displaystyle 9}-го слова, который используется как вход {\displaystyle S} блока в {\displaystyle 57}-м раунде, с вероятностью {\displaystyle 1/256} после выполнения операции XOR байт в {\displaystyle 9}-м слове окажется таким же, как этот же байт в блоке в шаге {\displaystyle 1} после {\displaystyle 56}-и раундов. Тогда, подавая этот байт в {\displaystyle 57}-м раунде на вход {\displaystyle S} блока, на выходе получим то же значение, что и в {\displaystyle 57}-м раунде, осуществляемом над блоком из шага {\displaystyle 1}. Следовательно, {\displaystyle 10}-е слово будет одинаково после {\displaystyle 57} раунда для обоих шагов. Одинаковым окажется также и {\displaystyle 11}-е слово после {\displaystyle 58} раунда, {\displaystyle 12}-е слово после {\displaystyle 59} раунда, …, {\displaystyle 16}-е слово после {\displaystyle 64} раунда, {\displaystyle 1}-е слово после {\displaystyle 65} раунда, …, {\displaystyle 6}-е слово после {\displaystyle 69} раунда, так как вход {\displaystyle S} блока для обоих шагов в этих раундах один и тот же.
{\displaystyle 7}-е слово разное для шагов уже после {\displaystyle 56}-го раунда. Поэтому на {\displaystyle 71}-м раунде оно станет причиной того, что станут различными для двух этапов значения {\displaystyle 6}-го и {\displaystyle 8}-го слов. То же самое произойдет и на {\displaystyle 72}-м раунде для слов {\displaystyle 7} и {\displaystyle 9}. И снова, с вероятностью {\displaystyle 1/256}, байт в {\displaystyle 9}-м слове, который будет использоваться в качестве входа {\displaystyle S} блока в {\displaystyle 73}-м раунде, будет одинаков для шагов {\displaystyle 1} и {\displaystyle 2}. А значит, одинаковыми будут {\displaystyle 10}-е, …, {\displaystyle 16}-е, {\displaystyle 1}-е, …, {\displaystyle 5}-е слова. Изменения начнутся, когда будет использовано {\displaystyle 6}-е слово в {\displaystyle 86}-м раунде.
Таким образом, если после {\displaystyle 56}, {\displaystyle 72}, {\displaystyle 88}, {\displaystyle 104} и {\displaystyle 120}-го раундов байт в {\displaystyle 9}-м слове, который будет использоваться в качестве входа для {\displaystyle S} блока в следующих за указанными раундах, будет одинаков для обоих шагов, то одинаковы после полных {\displaystyle 128} раундов окажутся слова {\displaystyle 10}, {\displaystyle 11}, …, {\displaystyle 16}. Вероятность этого события {\displaystyle (1/256)^{5}=2^{-40}}. Так как в качестве хеша блока берется значение операции XOR от первых 4-х слов входного блока функции {\displaystyle E} и первых 4-х слов выходного блока функции {\displaystyle E}, то хеши, вычисленные на обоих шагах окажутся одинаковыми.

### Сравнение атаки с известными методами криптоанализа
Метод был применен также к трехпроходной и четырехпроходной функции Snefru, показав лучшие результаты по сравнению с методом «дней рождения».
| Количество проходов функции Snefru | Длина хеша, {\displaystyle m} | Сложность атаки          | Метод «дней рождения»                           |
| ---------------------------------- | ----------------------------- | ------------------------ | ----------------------------------------------- |
| 2                                  | 128 — 192                     | {\displaystyle 2^{12.5}} | {\displaystyle 2^{64}} — {\displaystyle 2^{96}} |
| 2                                  | 224                           | {\displaystyle 2^{12.5}} | {\displaystyle 2^{112}}                         |
| 3                                  | 128 — 192                     | {\displaystyle 2^{28.5}} | {\displaystyle 2^{64}} — {\displaystyle 2^{96}} |
| 3                                  | 224                           | {\displaystyle 2^{33}}   | {\displaystyle 2^{112}}                         |
| 4                                  | 128 — 192                     | {\displaystyle 2^{44.5}} | {\displaystyle 2^{64}} — {\displaystyle 2^{96}} |
| 4                                  | 224                           | {\displaystyle 2^{81}}   | {\displaystyle 2^{112}}                         |

С помощью этой атаки можно найти множество пар, у которых одинаковый хеш, и, кроме того, разыскать несколько сообщений, хеш которых равен хешу данного сообщения (коллизия 1-го рода). Количество операций, требующееся для отыскания коллизии 1-го рода, в данной атаке меньше, чем в методе «грубой силы».
| Количество проходов функции Snefru | Длина хеша, {\displaystyle m} | Сложность атаки        | Метод «грубой силы»                               |
| ---------------------------------- | ----------------------------- | ---------------------- | ------------------------------------------------- |
| 2                                  | 128 — 224                     | {\displaystyle 2^{24}} | {\displaystyle 2^{128}} — {\displaystyle 2^{224}} |
| 3                                  | 128 — 224                     | {\displaystyle 2^{56}} | {\displaystyle 2^{128}} — {\displaystyle 2^{224}} |
| 4                                  | 128 — 192                     | {\displaystyle 2^{88}} | {\displaystyle 2^{128}} — {\displaystyle 2^{192}} |